# Commando (paloma)
Commando fue una paloma usada en servicio por las fuerzas armadas británicas durante la Segunda Guerra Mundial para llevar la inteligencia crucial. La paloma llevó a cabo más de noventa misiones durante la guerra, y recibió la medalla Dickin (el equivalente animal de la cruz de Victoria) por tres misiones particularmente notables en 1942. La medalla fue vendida más adelante en una subasta por 9 200£.

## Primeros años
Commando, una paloma rojo escaqueado, fue criado en Haywards Heath, Sussex en el Reino Unido por Sid Moon. Moon era un fanático de las palomas que había servido con el servicio de palomas mensajeras del ejército durante la Primera Guerra Mundial. Con el estallido de la Segunda Guerra Mundial, Moon ofreció el servicio de sus palomas al esfuerzo de la guerra en 1939. Commando era una de las palomas llevadas en servicio militar.

## Carrera militar
Las palomas se utilizaban donde las comunicaciones por radio se habían vuelto muy peligrosas. Se ponía un pequeño bote en la pata de la paloma que contenía la información que se estaba enviando. Menos de una de cada ocho de las palomas fueron capaces de concluir sus misiones con éxito. La mayoría cayeron víctimas de los tiradores y cetreros que las tropas alemanas utilizaron para interceptar estas aves a lo largo de la costa francesa, mientras que otras fueron muertas por el mal tiempo, agotamiento o por aves rapaces silvestres.
Sirviendo con el Servicio Nacional de Palomas (NPS, por sus siglas en inglés) durante la Segunda Guerra Mundial, a Commando se le había dado el código de identificación N.U.R.P.38.EGU.242. Durante el transcurso de su carrera, Commando realizó más de noventa viajes a la Francia ocupada por los alemanes, llevando consigo mensajes confidenciales. Las palomas mensajeras eran llevadas a las zonas de guerra por paracaidistas británicos y liberadas, según se necesitaban, con mensajes adjuntos para volar a casa. Se reseñan tres misiones particulares llevadas a cabo en 1942 -una en junio, otra en agosto y la tercera en septiembre- en la que llevaba información crucial a Gran Bretaña de agentes en Francia. Esta información vital incluía la ubicación de las tropas alemanas, las zonas industriales y los soldados británicos heridos.

## Reconocimiento
Por estas tres misiones que Commando llevó a cabo recibió la medalla PDSA Dickin, que se considera la medalla de los animales equivalente a la Cruz de Victoria, el más alto galardón militar por la valentía en el Reino Unido. Recibió el premio junto con Royal Blue, La paloma del rey de los Royal Lofts en Sandringham. Ambos fueron presentados a sus premios el 12 de abril de 1945 en Londres por el Contraalmirante R. M. Bellairs. La cita para el premio que recibió Commando es la siguiente.

For successfully delivering messages from Agents in Occupied France on three occasions: twice under exceptionally adverse conditions, while serving with the NPS in 1942.
Por entregar con éxito mensajes de agentes en Francia ocupada en tres ocasiones: dos veces en condiciones excepcionalmente adversas, mientras servía con el NPS en 1942.

La medalla fue subastada por Valerie Theobold, hija de Moon, en 2004. Fue comprada por un coleccionista británico por 9 200£. Se había valorado en un rango entre 5 000£ a 7 000£.

## Vida post-militar
Después de la guerra, Commando gozó de un estatuto algo parecido a una celebridad. También participó en una exhibición de palomas de guerra.